# Pietrasanta
Pietrasanta je město v Itálii v provincii Lucca na severozápadě Toskánska 5 km od pobřeží Ligurského moře a 30 km od Pisy. Je součástí historického regionu Versilia. Žije zde přibližně 23 tisíc obyvatel.
Město založil v roce 1255 milánský šlechtic Guiscardo Pietrasanta, podle něhož dostalo název. Ve 14. století vznikla katedrála, zasvěcená Martinovi z Tours. V historickém centru města se nachází také kampanila a augustiniánský klášter.
Město je známé těžbou kvalitního mramoru, který používal již Michelangelo Buonarroti. Je proto vyhledáváno sochaři, žili zde např. Igor Mitoraj nebo Fernando Botero, který vytvořil fresky v místním kostele Chiesa della Misericordia. V Pietrasantě připadá jedna galerie na šest set obyvatel, nachází se zde také městské divadlo.
Pietrasanta má dobré dopravní spojení díky silnici Via Aurelia a železnici z Janova do Pisy. Součástí obce je populární přímořské letovisko Marina di Pietrasanta.

## Rodáci
- Giosuè Carducci (1835–1907), spisovatel
- Cesare Galeotti (1872–1929), hudební skladatel
- Corinna Dentoniová (* 1989), tenistka